# Paarse loopkever
De paarse loopkever (Carabus violaceus) is een kever uit de familie van de loopkevers (Carabidae). De wetenschappelijke naam werd in 1758 gepubliceerd door Carl Linnaeus. De soort wordt geplaatst in het ondergeslacht Megodontus. Het is een echt roofdier.

## Beschrijving
Deze kever heeft een vrij groot lichaam en een zwarte kleur met een wat violette/paarsgetinte glans op met name het halsschild en de randen van de dekschilden. De poten zijn groot en lang. Met de grote kaken worden prooidieren als slakken, wormen en insectenlarven in stukjes geknipt en opgegeten. Een paarse loopkever wordt 22 tot 35 millimeter groot.

## Verspreiding
Deze kever komt voor in vrijwel heel Europa, tot in Scandinavië en Groot-Brittannië. In Nederland en België is deze soort redelijk algemeen, hoewel plaatselijk zeldzaam. De habitat maakt deze soort weinig uit. Zo wordt de kever aangetroffen in bossen en parken maar ook in tuinen. Hij wordt het vaakst gezien in juni tot augustus.

## Levenswijze
De paarse loopkever is nachtactief en schuilt overdag onder stenen en houtblokken of in gaten, om 's nachts op jacht te gaan. Ook de larve is een roofdier maar is veel langzamer en wacht de prooi af. De imago is een zeer snelle renner waaraan maar weinig prooien ontsnappen. De vleugels van deze soort zijn rudimentair aanwezig, en hij kan daar niet mee vliegen.

Hoewel er weleens regenwormen worden gegeten, leeft deze soort voornamelijk van slakken en van aan wortels vretende insectenlarven, waardoor deze kever bij tuinders een goede reputatie geniet. De larve leidt een verscholen bestaan net onder de grond tussen bladeren of onder stenen. Na tien maanden verpopt de larve, en als de kever uit de pop komt aan het begin van de herfst begint deze gelijk aan de winterslaap om pas in de lente actief te worden.

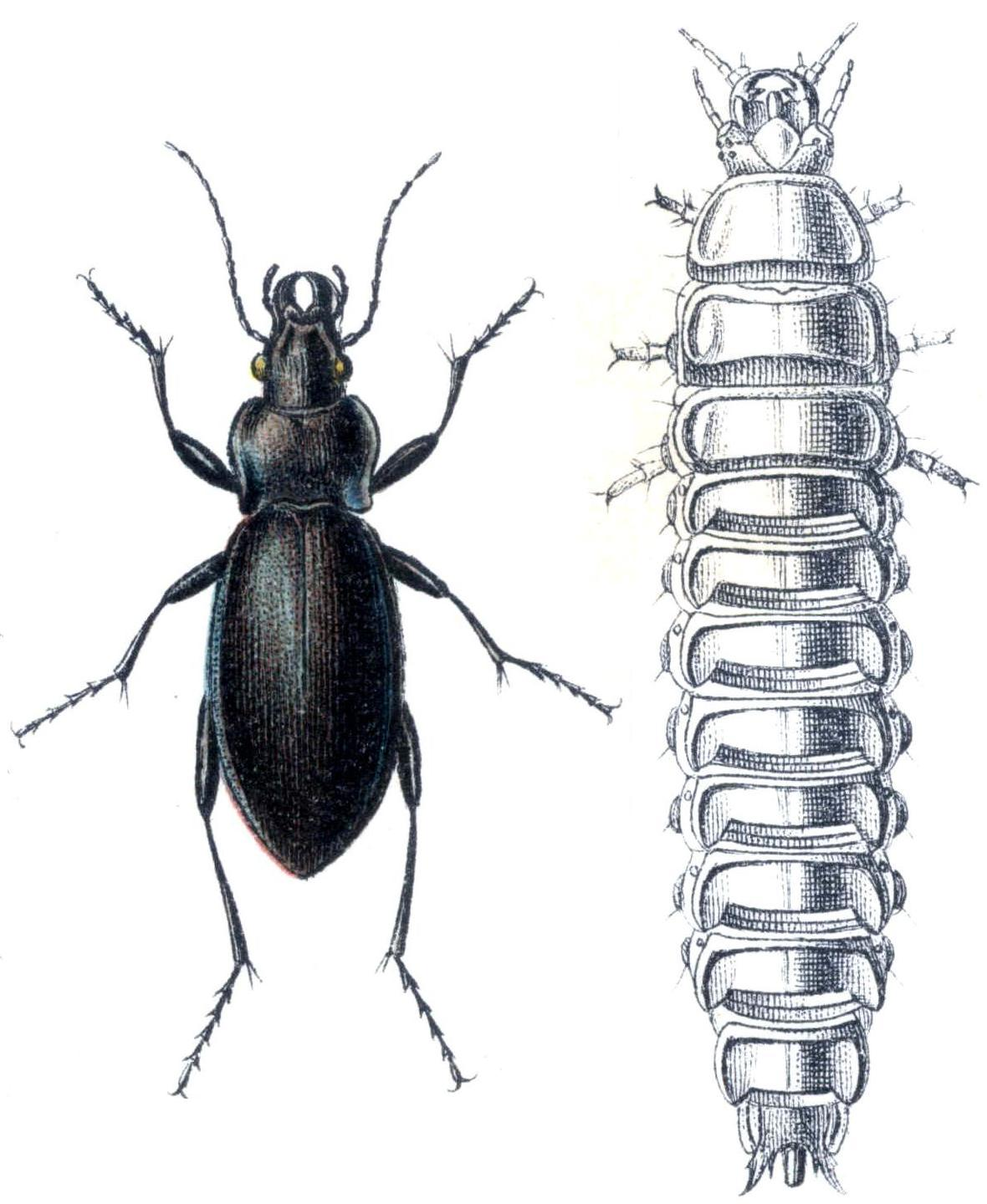
Links volwassen, rechts larve